# Tsubasa Terayama
Tsubasa Terayama (寺山 翼 Terayama Tsubasa?, Saitama, 10 de abril de 2000) es un futbolista japonés que juega como centrocampista en el Montedio Yamagata.

## Trayectoria

### Clubes
| Club                       | País  | Año       |
| -------------------------- | ----- | --------- |
| F. C. Tokyo sub-23         | Japón | 2017-2018 |
| F. C. Tokyo                | Japón | 2021-     |
| Sagan Tosu (cedido)        | Japón | 2024      |
| Montedio Yamagata (cedido) | Japón | 2025-     |